# Richard Møller Nielsen
Richard Møller Nielsen (Odense, 19 de agosto de 1937 − ib., 13 de febrero de 2014) fue un jugador y entrenador de fútbol danés.

## Carrera de futbolista
Como futbolista fue defensa, llegó a ser internacional entre 1959 y 1961 y militó en el Odense BK.

## Carrera de entrenador
Su logro más importante como entrenador fue en la Eurocopa de 1992 celebrada en Suecia con Dinamarca, en la que consiguió la victoria y el campeonato al ganar en la final a la Selección de Alemania 2-0. La Selección de Dinamarca había llegado a esta Eurocopa como invitada en sustitución de Yugoslavia, excluida por las guerras yugoslavas. También fue campeón de la Copa Rey Fahd 1995 (posteriormente denominada Copa Confederaciones).
Después de la Eurocopa de 1996 entrenó a las selecciones de Finlandia e Israel. 
En cuanto a equipos, entrenó a Esbjerg fB, Odense BK, categorías inferiores de Dinamarca y al Kolding FC, equipo donde se retiró de los banquillos en octubre de 2003.

## Fallecimiento
Falleció por complicaciones del cáncer que tenía desde hacía varios meses.